# Diadectidae
Los diadéctidos (Diadectidae) son una familia de grandes reptiles similares a anfibios que vivieron en Euramérica durante el Carbonífero y Pérmico Inferior. Fueron los primeros tetrápodoa herbívoros en aparecer y también los primeros animales exclusivamente terrestres en alcanzar gran tamaño. Representan una etapa importante tanto en la evolución de los vertebrados como en el desarrollo de los ecosistemas terrestres, la incorporación de las plantas en la cadena alimenticia.  
El integrante mejor conocido de esta familia es también el más grande, Diadectes, un animal de complexión pesada que alcanzaba una longitud máxima de 3 metros. Sin embargo, se conocen otros géneros y algunos restos fósiles fragmentarios.

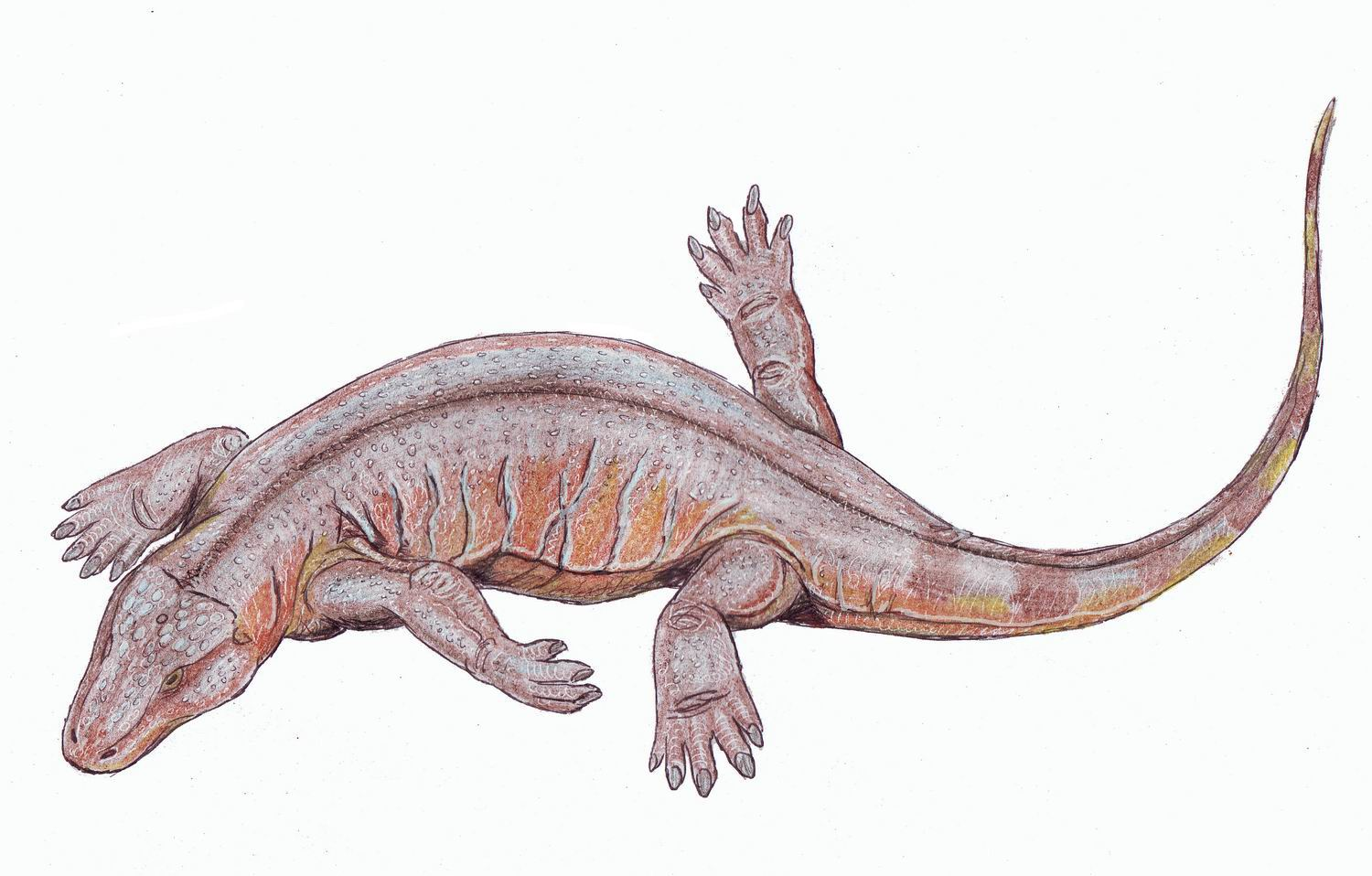
Small diadectid Orobates.

A pesar de que el mejor conocido Diadectes apareció hasta finales del Pensilvánico, restos fragmentarios más antiguos de lo que pudo ser o no animales similares, representados por una porción de mandíbula inferior de un posible tetrápodo herbívoro hallado en estratos provenientes del Misisípico en Tennessee (Estados Unidos).